# Le Livre noir de l'autisme
Pour les articles homonymes, voir Livre noir.
Le Livre noir de l'autisme est un essai écrit par la journaliste française Olivia Cattan, préfacé par Marina Carrère d'Encausse et paru le 24 septembre 2020, aux éditions Le Cherche Midi.
Cet ouvrage met en lumière les retards pris par la France en matière de prise en charge de l'autisme, tout en dénonçant des dérives thérapeutiques effectuées par des personnes ou des groupes de personnes non qualifiées qui profitent du désarroi des parents pour imposer leurs visions ou leurs croyances, ces faits se déroulant encore aujourd'hui dans ce pays.

## Contenu et Résumé
Le livre se présente sous la forme d'un essai et reprend tous les aspects liés à l'approche médicale, thérapeutique et des différentes prises en charge des troubles du spectre autistique (TSA), tout en dénonçant la situation médico-sociale des 600 000 personnes touchées et de leurs familles (durant la période qui précède la sortie du livre), lesquelles rencontrent toujours les mêmes difficultés en matière de soutien médical, social, humain et d'accès aux soins. Le préambule de l'ouvrage évoque la Déclaration des droits de l'enfant adoptée par l’Assemblée générale des Nations unies le 20 novembre 1959.

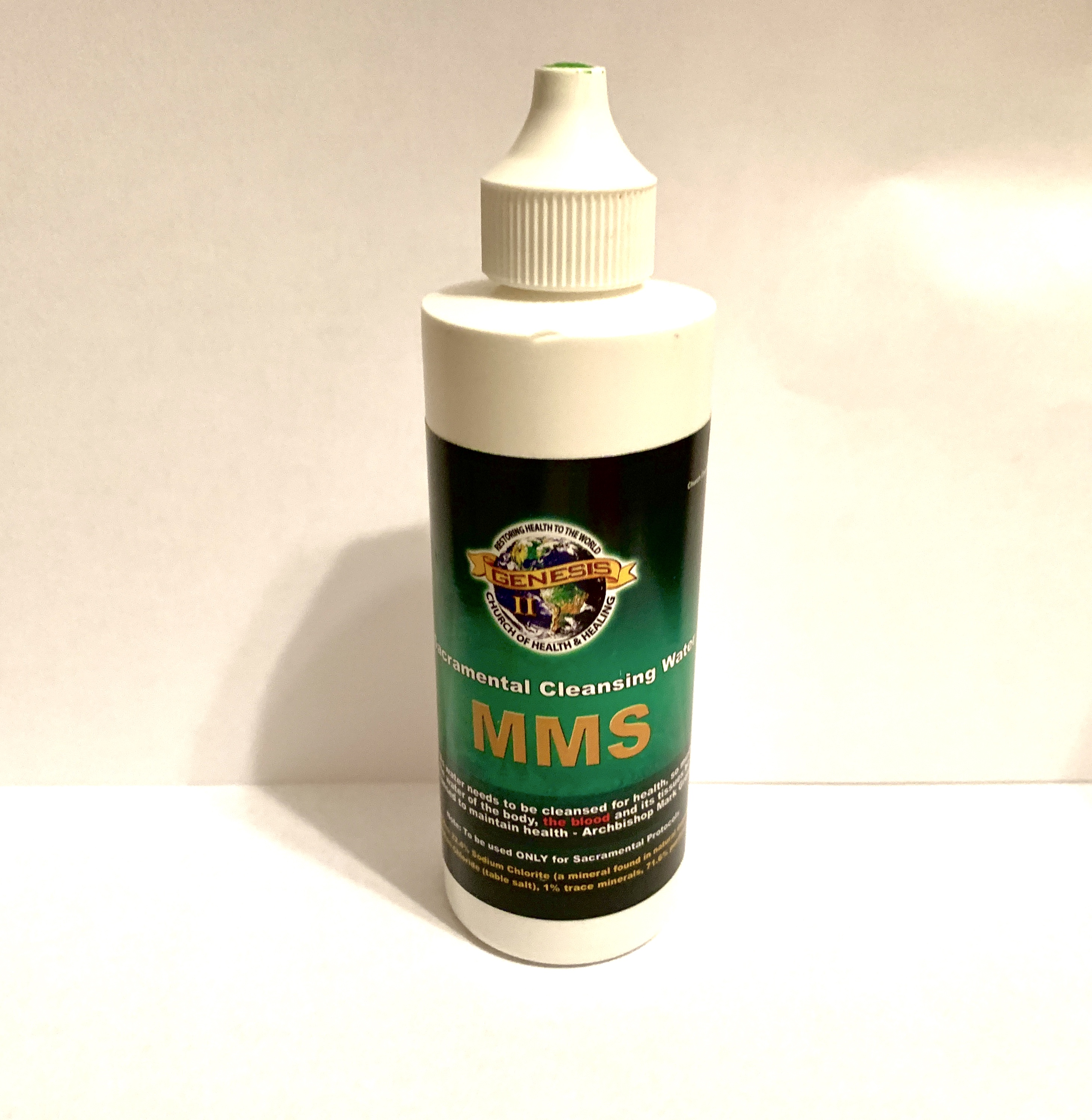
Le MMS est l'exemple typique de produit dangereux et inefficace pour « traiter » l'autisme.

Le livre consacre la majeure partie de son contenu au grand nombre de thérapies ou pseudo thérapies, souvent liés à des dérives prétendument scientifiques abusives et dangereuses, quelquefois sectaires et faussement prometteuses qui tentent de convaincre les familles dépassées et consternées de se substituer au système de prise en charge classique souvent absent. Différents sites internet et des comptes rattachés à différents réseaux sociaux, la plupart du temps gérés par des personnes peu scrupuleuses, sont très souvent les propagateurs de programmes qui vont même jusqu'à proposer des « guérisons », se substituant ainsi à l'organisation d'État (ARS) aux institutions médicales, voire à un corps médical défaillant, présenté comme étant dans une « impasse »,.
Le livre se découpe en trois grandes parties, chacune étant divisée en plusieurs chapitres:
1. Lanceuse d'alerté malgré moi
 (1- Une cible parfaite / 2- L'autisme ou le règne de l'omerta / 3- Flambée de haine sur les réseaux sociaux / 4- Un cadeau inespéré /  5- Un appel resté sans réponse / 6- À la une du Parisien / 7- De la guerre des mots à l'impasse thérapeutique.)
2. L'Enquête
 (1- La révolution santé : une nouvelle communauté de croyances / 2- L'ère de la neuro-nutrition / 3- L'aliment médicament, de l'intox au business / 4- La chélation / 5-Le MMS / 6- Compléments alimentaires à gogo / 7- Des familles victimes aux enfants cobayes / 8- Du protocole expérimental aux essais / 9- Réactions aux traitements.)
3. Le Tout-Thérapie
 (1- De l'hypnose à la PNI / 2- Des neurosciences au neurofeedback / 3- La psycho-phonologie ou l'intégration auditive / 4- La zoothérapie / 5- Le CBD ou la ruée vers l'or vert / 6- Thérapies tous azimuts.)

## Réception et critiques
Ce livre a reçu le soutien de l'Agence nationale de sécurité du médicament et des produits de santé (ANSM), organisme d'État, qui en conséquence, annonce le 15 septembre 2020 qu'elle saisit la justice pour dénoncer des « essais thérapeutiques faits par des médecins sur des personnes autistes sans aucune autorisation ».
Sur le site Médiapart, Jean Vinçot, autiste et président de l'association Asperansa (Association pour la sensibilisation à la protection, l’éducation et la recherche sur l’autisme, et notamment le Syndrome d’Asperger) explique que ce livre est « utile et de salubrité publique » et donne des informations « plus détaillées et plus nuancées » que dans sa tribune publiée en 2018 dans le Huffington Post

## Éditions

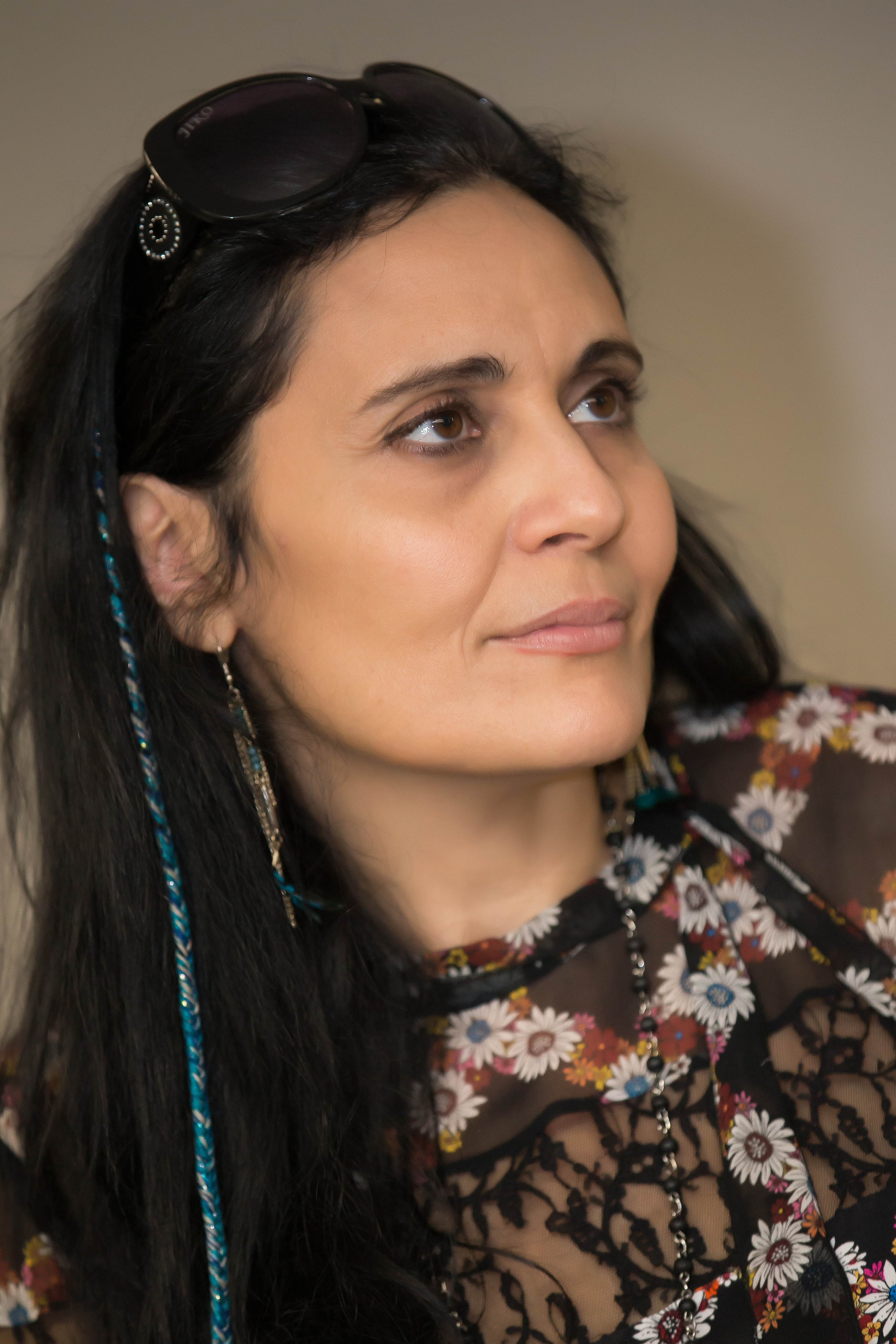
L'auteure, Olivia Cattan

Le livre, écrit par la journaliste française Olivia Cattan, est sorti dans les librairies le 24 septembre 2020. Il est distribué par les éditions parisiennes Le Cherche Midi, dans sa collection Documents. 
L'ouvrage comprend une préface signée par le Dr Marina Carrère d'Encausse, animatrice de télévision et chroniqueuse radio, ainsi que deux postfaces, signées par Didier Pachoud, président du GEMPPI, association de défense des droits de l'homme spécialisé dans les dérives sectaires et par le Dr Éric Lemonnier, spécialisé dans le dépistage prénatal de l'autisme.

#### Thérapies et pseudo thérapies évoquées dans le livre
- Cannabidiol
- Chélation
- GcMAF (en)
- Hypnothérapie
- Immunothérapie
- Neurofeedback
- Packing
- Psycho-neuro-immunologie
- Supplément alimentaire minéral miraculeux (MMS)
- Zoothérapie

#### Autres articles
- Autisme en France
- Troubles du spectre autistique
- Interventions en autisme
- Guérison de l'autisme
- Exclusion des personnes autistes
- Exclusion sociale des personnes autistes
- Régime alimentaire d'exclusion dans l'autisme
- Traitements alternatifs de l'autisme
- Chélation des métaux lourds dans l'autisme
- Équithérapie dans l'autisme
- Les Faux Prophètes de l'autisme
- Mouvement pour les droits des personnes autistes